# Xinfang (socken i Kina, Hunan)
Xinfang (kinesiska: 新坊, 新坊乡) är en socken i Kina. Den ligger i provinsen Hunan, i den södra delen av landet, omkring 270 kilometer söder om provinshuvudstaden Changsha. Antalet invånare är 10947. Befolkningen består av 5 313 kvinnor och 5 634 män. Barn under 15 år utgör 16,0 %, vuxna 15-64 år 75 %, och äldre över 65 år 7,0 %.
Genomsnittlig årsnederbörd är 1 897 millimeter. Den regnigaste månaden är maj, med i genomsnitt 285 mm nederbörd, och den torraste är oktober, med 25 mm nederbörd.